# فلورا پاستور
فلورا پاستور (مجاری: Flóra Pásztor؛ زادهٔ ۳۰ ژوئن ۱۹۹۸) شمشیرباز اهل مجارستان است.